# Lilyhammer
Lilyhammer is een Noorse komedieserie met in de hoofdrol Steven Van Zandt. De serie debuteerde op 25 januari 2012 op de Noorse zender NRK1 en werd de daaropvolgende maand op de streamingdienst Netflix geplaatst. Dit seizoen telde acht afleveringen, elk tussen de 44 en 45 minuten durend. Het tweede seizoen debuteerde op diezelfde Noorse zender op 23 oktober 2013 en telde tevens acht afleveringen. Later kwam in 2014 het derde seizoen uit.
Lilyhammer gaat over een maffioso, die een getuigenis heeft afgelegd tegen een ander belangrijk persoon binnen de maffia. Hij wordt beschermd door de Amerikaanse FBI en besluit onder de naam "Giovanni Henriksen" een nieuw leven op te bouwen in het Noorse plaatsje Lillehammer. Hij integreert hier op zijn eigen manier en opent een populaire nachtclub, genaamd "Flamingo". Lilyhammer is gefilmd in en rond Lillehammer, maar ook in New York en in Oslo. De nachtclub van Frank staat in het centrum van Lillehammer en heet in het echt "Brenneriet". De indoorscènes zijn echter gefilmd in een bar in Oslo.
Lilyhammer is de eerste televisieserie die door Netflix werd gemaakt. Na de première van de serie volgden er meer "Netflix Original Series", waaronder House of Cards en Orange Is the New Black.

## Verhaal

### Seizoen 1
Frank 'The Fixer' Tagliano is op de begrafenis van maffiabaas Sally Delucci. Zijn broer Aldo Delucci wordt de nieuwe baas van de maffia en dus ook baas van Frank. De FBI spreekt met Frank af, die eerder bijna werd neergeschoten. Hij sluit een overeenkomst, waarbij hij een getuigenverklaring tegen Aldo moet afleggen. Anderzijds regelt de FBI voor Frank een nieuwe identiteit en een huis in het Noorse Lillehammer, waar Frank naartoe wil. Zijn nieuwe naam wordt "Giovanni Henriksen". In Noorwegen komt hij bij een integratiecursus terecht. Door het chanteren van Jan Johansen door middel van naaktfoto's, wordt Sigrid Haugli zijn nieuwe leraar bij een integratiecursus. Frank en Sigrid spreken vaak af met elkaar en beginnen een relatie. Ook neemt hij een bar over en neemt Torgeir Lien als zijn partner. Frank geeft die bar de naam 'Flamingo', vernoemd naar het gelijknamige hotel en casino in Las Vegas. Nadat Frank gestolen drank had gekocht, wordt hij door een motorbende verdacht voor de roof. Hij wist echter ook niet dat de drank was gestolen en hij sloot een alliantie met de motorbende.
Frank valt op bij de politie en nadat hij een aanbod om een act in de bar te doen van politieagent Geir Tvedt had afgewezen, start hij een onderzoek naar hem in. Geir denkt dat Frank de ex-Guantanamo Bay gedetineerde en terrorist Suleyman Bhatti is. Hij denkt dat Frank een aanslag wil plegen en wil dat de beveiliging bij de Birkebeiner-race wordt aangescherpt. Als Geir Frank met een speelgoedpistool ziet, komt hij in actie en hij laat de race stilzetten. Later ontdekt Geir dat het een speelgoedpistool was en wordt door die actie zes maanden geschorst. Als troost betalen zijn collega's voor hem een vakantie naar New York en Memphis, maar daar wordt Geir door twee aanhangers van Aldo Delucci doodgeschoten, toen zij bij hem foto's van Frank aantroffen.
Frank krijgt te horen dat Sigrid door hem zwanger is geraakt. Frank wordt boos om het feit dat de vroedvrouw een man is. Ook krijgt Frank interesse in vastgoedproject Sjusjøen Belleview. Het project wordt echter belemmerd door een boer die zijn grond niet wil verkopen. Frank sluit een deal met de projectmanager en hij jaagt de boer weg. Later wordt hij medeaandeelhouder van het project.
Aldo Delucci ziet in het heuptasje van de vermoorde Geir zijn adres en hij vermoedt dat Frank daar ergens woont. Hij stuurt zijn handlangers Jerry Delucci en Roberto Grasso naar Lillehammer om Frank uit te schakelen. Frank komt daar achter en scherpt zijn beveiliging aan. Op de nationale feestdag lost Roberto een kogel richting Frank, maar mist hem. Roberto en Jerry besluiten Jonas, de zoon van Sigrid, te ontvoeren. Frank gaat ze met Torgeir achterna. Als Frank de vluchtende Jonas vindt en hem aan Torgeir meegeeft, ziet Frank dat Jerry en Roberto aan het ruziën zijn. Jerry raakt in gevecht met Frank en net als Jerry een pistool op Frank richt, wordt hij doodgeschoten door Roberto. Roberto en Frank raken in gesprek en besluiten niet te vechten. Roberto neemt de ring van Frank mee als bewijs, dat hij Frank zou hebben doodgeschoten.

## Rolverdeling
- Steven Van Zandt als Frank Tagliano / Giovanni "Johnny" Henriksen
- Trond Fausa Aurvåg als Torgeir Lien, Giovanni's vriend en business partner
- Marian Saastad Ottesen als Sigrid Haugli, Giovanni's vriendin en liefdespartner
- Steinar Sagen als Roar Lien, de lokale taxichauffeur; Torgeir's broer
- Fridtjov Såheim als Jan Johansen, de NAV werker
- Sven Nordin als Julius Backe, de advocaat
- Anne Krigsvoll als Laila Hovland, de baas van de politie en buurvrouw
- Mikael Aksnes-Pehrson als Jonas Haugli, Sigrid's zoon
- Kyrre Hellum als Geir "Elvis" Tvedt, de politieofficier
- Tommy Karlsen Sandum als MC-Arne
- Greg Canestrari als Jerry Delucci
- Tim Ahern als Robert Grasso
- Beate Eriksen als Arne's moeder
- Jay Benedict als Agent Becker
- Ingrid Olava verschijnt als zichzelf, zij speelt piano in de Flamingo op het einde van het eerste seizoen
- El Cuero's, basgitarist Øyvind Blomstrøm en drummer Svein Åge Lillehamre van The Lucky Bullets verschijnen in verscheidene aflevering als achtergrondmuzikanten voor Kyrre Hellums Elvis coverband.
- Paul Kaye (seizoen 2)
- Erik Madsen (seizoen 2)
- Amy Beth Hayes (seizoen 2)
- Jakob Oftebro (seizoen 2)
- Henrik Mestad als Lars Olafsen

## Afleveringen
| Seizoen | Afleveringen | Originele uitzenddatum             | Verschijning op Netflix |
| ------- | ------------ | ---------------------------------- | ----------------------- |
| 1       | 8            | 25 januari 2012 - 14 maart 2012    | 6 februari 2012         |
| 2       | 8            | 23 oktober 2013 - 11 december 2013 | 13 december 2013        |
| 3       | 8            | 29 oktober 2014 - 17 december 2014 | 21 november 2014        |